# Marshall (película)
La película estadounidense Marshall es un drama legal y biográfico dirigido por Reginald Hudlin y escrito por Michael y Jacob Koskoff. Está protagonizada por Chadwick Boseman como Thurgood Marshall, el primer Juez afroestadounidense de la Corte Suprema de los Estados Unidos y se centra en uno de los primeros casos de su carrera. Otros protagonistas son Josh Gad, Kate Hudson, Dan Stevens, Sterling K. Brown, y James Cromwell.
La fotografía principal empezó a mediados de diciembre de 2015 en Los Ángeles. La película se prestrenó en la Universidad Howard el 20 de septiembre de 2017 y fue lanzada en Estados Unidos el 13 de octubre de 2017, por Películas de Carretera Abierta y recibió reseñas positivas de los críticos.

## Reparto
- Chadwick Boseman como Thurgood Marshall, el primer Juez afroestadounidense de la Corte Suprema de los Estados Unidos
- Josh Gad como Sam Friedman, un abogado especializado en reclamaciones de seguros que se une al equipo de Marshall.[2]
- Kate Hudson[3] como Eleanor Strubing.
- Dan Stevens como Lorin Willis.
- James Cromwell como El juez.
- Sterling K. Brown como Joseph Spell, el hombre acusado de violación y asesinato intentado, que Marshall defiende en el tribunal.[4]
- Keesha Sharp como Vivien "Buster" Burey, la pareja de Thurgood Marshall.[5]
- Sophia Bush como Jennifer.
- Jussie Smollett como Langston Hughes.
- Chilli[6] Como Zora Neale Hurston.

## Argumento
En 1941, Thurgood Marshall es uno de los abogados de la NAACP que viaja por el país para defender a gente negra, quiénes son erróneamente acusados de delitos debido a la injusticia racial. En su regreso a su oficina de Nueva York, es enviado a Bridgeport, Connecticut, para defender a Joseph Spell, un chófer acusado de violación por su clienta blanca, Eleanor Strubing, en un caso que ha absorbido la atención de los diarios. En Bridgeport, el abogado especializado en reclamos de seguros, Sam Friedman, es asignado por su hermano para que Marshall sea admitido a la barra local, en contra del deseo de Friedman. En la audiencia, el juez Foster, un amigo del padre del fiscal Lorin Willis, permite que admita a Marshall a la barra de abogados, pero prohíbe que Marshall hable durante el juicio, lo que fuerza a Friedman al ser el consejo de ventaja de Spell. Marshall tiene que guiar a Friedman a través de notas escritas y susurros, como cuándo aconseja a Friedman a dejar a una mujer blanca del Sur de los EE. UU. por su personalidad asertiva e inquisitiva, ya que descubrió que a la luego jurado le gusta Friedman.
Spell jura a Marshall que nunca ha tenido ningún contacto sexual con Strubing, y dirige a los abogados a un patrullero quién hubo parado a Spell durante la noche en había conducido el coche lujoso de Strubing. Marshall y Friedman investigan la historia de Strubing, en que Spell le había atado a ella en el asiento de atrás de su automóvil después de violarle, y luego condujo a un puente para arrojarla del mismo. Se preguntan por qué parece que Spell la ha arrojado a ella al lado tranquilo del puente en vez del lado con los rápidos del río. Al principio, Spell está interesado en hacer un acuerdo de culpabilidad que le ofrecido a él el prosecutor Willis, pero Marshall lo convence a Spell que debería luchar por su inocencia. Sin embargo, más tarde en el juicio, con Marshall ausente debido a un llamado urgente de su esposa, un médico atestigua ante Friedman, que hace las preguntas adecuadas para Willis, que encontró rastros de piel de color debajo de las uñas de Strubing, tanto como moretones. Strubing atestigua que estaba atada en el asiento posterior cuando el patrullero detuvo el coche que estaba siendo conducido por Spell. Con esta información, Marshall y Friedman afrontan a Spell, quién admite que estaba mintiendo respecto al asunto de haber tenido contacto sexual con Strubing. Luego por la noche, tanto Marshall en un bar como Friedman en la calle son atacados por matones y son auxiliados a tiempo, logrando quedar ileso Marshall pero fuertemente herido Friedman.
Durante el juicio, Spell atestigua que el marido de Strubing la maltrataba y que causó los moretones que tenía. Aquella noche, Spell subió a la habitación de Strubing para solicitar un adelantado de su salario, y encontró a Strubing muy consternada y deseando un encuentro sexual con él. Spell consiente, y los dos disfrutan de varios encuentros sexuales durante la noche, de los cuales incluyeron un momento en que Strubing rasca a Spell de una manera fuerte, tanto que quitó la piel de Spell. Luego Eleanor Strubing sufre un ataque de pánico cuando piensa en la posibilidad de que se verían descubiertos por su esposo, y que es más, que ella pueda quedar embarazada de Spell. Él intenta llevarla a un médico, pero Strubing tiene que esconderse en el asiento posterior cuando el patrullero le cuestiona a Spell. Después del encuentro con el patrullero, Strubing está totalmente histérica, y demanda que Spell pare en un puente donde ella sale del coche corriendo, causando un rasguño en el brazo de Spell, e intenta suicidarse, tirándose del puente al vacío. Pero sobrevive al ser nadadora y para a un automovilista, e inventa la historia desesperada de una violación por Spell. Cuando Willis pregunta a Spell por qué no dijo la verdad desde el principio, Spell relata cómo atacan a hombres negros en su estado natal de Luisiana por haber tenido relaciones sexuales con mujeres blancas. A pesar de las objeciones de Willis, el juez Foster finalmente permite la declaración de Spell.
Antes del veredicto, Marshall tiene que dejar el caso para defender a un adolescente en Nueva Orleans. Willis está desesperado y ofrece a Spell un acuerdo de culpabilidad mucho más ligero, pero a Spell le siente bastante avalentonado, tanto que rechaza la oferta. La noche que procede la salida de Marshall, él y Friedman preparan la declaración de cierre que Friedman entrega sólo. La mujer que se sentía atraída por Friedman ha sido apuntada como la presidenta del jurado, y al fin y al cabo entrega un veredicto de "inocente". Marshall, que ya está con su próximo caso, llama por teléfono a Friedman, quien le transmite con mucha alegría la noticia. En los créditos de cierre está notado que Friedman se dedicó a muchos casos que trataron de derechos civiles y que Marshall fue felicitado por Martin Luther King.

## Producción
La fotografía principal empezó a mediados de diciembre de 2015 en Los Ángeles, para después pasar a Búfalo a principios de 2016, donde se incluyen escenas en el Ayuntamiento de Buffalo, la Estación Ferrocarril Central de Búfalo, la Universidad de Daemen y cataratas del Niagara. Reginald Hudlin dirigió la película con el guion de Michael Koskoff y su hijo Jacob Koskoff. La compañía china Super Películas de Héroe financiaron la película, que estuvo producido por Paula Wagner a través de su Castaña Ridge Producciones, junto con Hudlin, Jonathan Sanger.

## Lanzamiento
La película tuvo su estreno mundial en Howard Universidad el 20 de septiembre de 2017 y fue lanzado en Estados Unidos el 13 de octubre de 2017.

### Taquilla
En Estados Unidos y Canadá, Marshall estuvo lanzada junto a Día de Muerte Feliz, El Extranjero y Profesor Marston y las Mujeres de Maravilla, y anticipó un bruto de $3–4 millones de 821 cines en su fin de semana de apertura. Ganó $3 millones, acabando 11.º en la taquilla.

### Respuesta crítica
En el sitio web Rotten Tomatoes, la película tiene un índice de aprobación de 83% basado en 113 revisiones, con un índice mediano de 6.7/10. El consenso crítico del sitio dice, "Marshall tiene una perspectiva bien actuada e iluminada respecto al principio de la trayectoria de la vida real, que también entrega como un clásico drama de tribunal de entretenimiento garantido." En Metacritic, que asigna a las reseñas un puntaje normalizado, la película tiene un puntaje ponderado promedio de 66 de 100, basado en 33 críticos, indicando "reseñas generalmente favorables".
En un artículo escrito para Rolling Stone, Peter Travers alabó el rendimiento de Boseman, dio la película 3 de 4 estrellas y escribió, "Cargada con la actuación de relámpago dramático de Boseman, Marshall nos da un vistazo electrificante de un hombre grande en proceso."